# Масак (окръг, Илинойс)
Окръг Масак (на английски: Massac County) е окръг в щата Илинойс, Съединени американски щати. Площта му е 627 km², а населението - 15 161 души (2000). Административен център е град Метрополис.